# Ghiacciaio Larson
Il Ghiacciaio Larson (in lingua inglese: Larson Glacier) è un ghiacciaio tributario antartico che drena in direzione nordovest dal La Gorce Peak nei Monti Alessandra e va a confluire nel fianco meridionale del Ghiacciaio Butler, nella Penisola Edoardo VII, in Antartide.
Il ghiacciaio è stato mappato dall' United States Geological Survey (USGS) sulla base di rilevazioni e foto aeree scattate dalla U.S. Navy nel periodo 1959-65.
La denominazione è stata assegnata dall' Advisory Committee on Antarctic Names (US-ACAN) in onore del capitano di corvetta Conrad S. Larson, pilota di elicotteri della U.S. Navy, ufficiale responsabile del reparto elicotteri a bordo del rompighiaccio USCGC Eastwind durante l'Operazione Deep Freeze del 1955–56.